# Örebro Sportklubb 2008
Questa voce raccoglie le informazioni riguardanti l'Örebro Sportklubb nelle competizioni ufficiali della stagione 2008.

## Rosa
| N. |                      | Ruolo | Calciatore              |
| -- | -------------------- | ----- | ----------------------- |
| 1  | Svezia (bandiera)    | P     | Peter Westman           |
| 3  | Camerun (bandiera)   | D     | Bertin Samuel Zé Ndille |
| 4  | Svezia (bandiera)    | D     | Magnus Wikström         |
| 8  | Finlandia (bandiera) | C     | Fredrik Nordback        |
| 9  | Svezia (bandiera)    | A     | Patrik Anttonen         |
| 10 | Svezia (bandiera)    | C     | Magnus Kihlberg         |
| 11 | Svezia (bandiera)    | A     | Stefan Rodevåg          |
| 12 | Svezia (bandiera)    | A     | Yunus Ismail            |
| 13 | Svezia (bandiera)    | C     | Robert Walker           |
| 14 | Svezia (bandiera)    | D     | Glenn Holgersson        |
| 15 | Camerun (bandiera)   | C     | Eric Bassombeng         |

| N. |                                 | Ruolo | Calciatore           |
| -- | ------------------------------- | ----- | -------------------- |
| 16 | Svezia (bandiera)               | D     | Moses Reed           |
| 17 | Svezia (bandiera)               | P     | Richard Richardsson  |
| 18 | Svezia (bandiera)               | D     | Joakim Gren          |
| 19 | Svezia (bandiera)               | D     | Patrik Haginge       |
| 20 | Liberia (bandiera)              | C     | Samuel Wowoah        |
| 21 | Svezia (bandiera)               | C     | Sebastian Henriksson |
| 22 | Svezia (bandiera)               | C     | James Frempong       |
| 25 | Bosnia ed Erzegovina (bandiera) | A     | Nordin Gerzić        |
| 27 | Svezia (bandiera)               | C     | Kristoffer Näfver    |
| 29 | Bosnia ed Erzegovina (bandiera) | A     | Nedim Halilovic      |
| 33 | Finlandia (bandiera)            | A     | Roni Porokara        |